# Weltweiter Austausch militärischer Informationen
Der Weltweite Austausch militärischer Informationen ist eine Vereinbarung zur Rüstungskontrolle, die im Rahmen der damaligen Konferenz über Sicherheit und Zusammenarbeit in Europa (KSZE) geschlossen wurde.

## Geschichte
Der Weltweite Austausch militärischer Informationen wurde von den Teilnehmerstaaten der KSZE im Einklang mit Absatz 4 des im Helsinki-Dokument 1992 enthaltenen Sofortprogramms auf der 91. Plenarsitzung des Besonderen Ausschusses des KSZE-Forums für Sicherheitskooperation am 3. Dezember 1994 in Budapest angenommen. Es trat am 1. Januar 1995 in Kraft.

## Umfang
Die Teilnehmerstaaten der KSZE tauschen jedes Jahr bis zum 30. April mit Stichtag 1. Januar militärische Informationen über ihre Streitkräfte mit Ausnahme der nuklearen Streitkräfte aus. Er unterliegt keinen Verifikationsmaßnahmen. Der Informationsaustausch gilt, anders als beim Wiener Dokument, weltweit.
Im Einzelnen werden Informationen gemeldet über:
- den Generalstab oder vergleichbare Einrichtungen
- die Kommandostruktur der Streitkräfte (bis zur Divisions-Ebene oder vergleichbar)
- Personal
- Hauptwaffensysteme und Großgerät